# 彼得·贾德森
彼得·贾德森 （荷蘭語：Pieter M. Judson, 1956年—）是一位荷兰历史学家。主要研究现代欧洲史，民族冲突，革命和反革命的社会运动，以及性历史。

## 生平
1956年出生在荷兰乌特勒支，1978年毕业于斯沃斯莫尔学院，並且取得哥倫比亞大學博士學位。之后在意大利佛罗伦萨的欧洲大学学院担任19世纪和20世纪历史教授。
2010年被选为古根海姆学者，目前在斯沃斯莫尔学院担任历史教授。

## 著作
- 《哈布斯堡王朝》，中信出版社，2017年6月，ISBN 9787508675220